# Corticaria rufa
Corticaria rufa es una especie de coleóptero de la familia Latridiidae.

## Distribución geográfica
Habita en Nepal.